# Claude Nori
Claude Nori (Tolosa, 4 febbraio 1949) è un fotografo francese.
Ha creato le edizioni Contrejour a Parigi, la rivista Caméra International e les Cahiers de la Photographie. Ha preso pare a numerosi eventi culturali prima di fondare nel 1999 il festival Terre d’images a Biarritz, dove risiede.

## Biografia
Scopre la fotografia a 19 anni grazie a Patrick Chapuis, mentre si apprestava a diventare regista avendo studiato al Conservatoire du Cinéma français.
I due nel 1974 realizzano insieme la loro prima mostra e vengono pubblicati sulla rivista Photographie nouvelle.
Sempre nel 1974 Nori lascia Tolosa per Parigi, stringe amicizia col fotografo Bernard Plossu e fonda Contrejour, che è al tempo stesso una rivista, una casa editrice e una galleria a Montparnasse, e ben presto questa diventa luogo di incontro e diffusione della nuova fotografia. Pubblica libri di fotografi quali Guy Le Querrec, Bernard Plossu, Arnaud Claass, Denis Roche, Pierre et Gilles, Sebastião Salgado, Jeanloup Sieff, Gilles Peress, Luigi Ghirri, il gruppo degli "humanistes", Robert Doisneau, Edouard Boubat, Willy Ronis e Sabine Weiss.
Dopo aver lavorato per Vogue e Daily Telegraph Magazine, nel 1976 Nori pubblica il suo primo libro di fotografie, Lunettes, con una prefazione di Agnès Varda, quindi un romanzo sulla fotografa americana Donna Ferrato edito da Seuil, due film e numerosi libri nei quali persegue una ricerca foto-autobiografica incentrata su temi ricorrenti: il flirt fotografico (in cui la fotocamera fa da tramite), l'adolescenza, l'Italia e il buonumore. Espone in numerosi festival (Arles, Malmö, Houston, Tokyo, Valencia, Roma, Corigliano, Rio de Janeiro, Coimbra...) e gallerie, e le sue opere fanno parte di molte collezioni. Nel 1984 è tra i fotografi del progetto (libro + mostra) Viaggio in Italia ideato da Luigi Ghirri; con lui Mimmo Jodice, Mario Cresci, Olivo Barbieri, Gabriele Basilico, Guido Guidi, Giovanni Chiaramonte, Vittore Fossati e altri.
Nel 1999 con la moglie Isabelle si trasferisce a Biarritz dove fondano il festival Terre d'Images e la rivista Photo Nouvelles. Nel giugno 2011 vengono presentate le nuove edizioni Contrejour.